# Prutec Jabłonicki
Prutec Jabłonicki (ukr. Прутець Яблуницький, Pruteć Jabłonyćkyj) – potok górski w Gorganach, na Ukrainie, lewy dopływ Prutu.
Powstaje jako połączenie dwóch potoków: Prutczyka (wypływającego pod grzbietem Douhej) oraz Hnilicy ze źródłami pod przełęczą Stoły. Oba potoki łączą się na wysokości ok. 886 m n.p.m. na zachód od wsi Polanica, na terenie ośrodka narciarskiego Bukowel.  Prutec płynie stamtąd w kierunku wschodnim, uchodząc po 16 km do Prutu w Tatarowie na wysokości ok. 677 m n.p.m.. Spadek wynosi ok. 20 m/km, powierzchnia zlewni to 114 km².
Dolina Prutca od północy ograniczona jest pasmem Syniaka i Chomiaka, od południa zaś opiera się o główny wododziałowy grzbiet Karpat. Dopływy: Mezenyj, Poticzek, Bogdan, Wereginski (lewobrzeżne) oraz  Pobojeczny, Jabłonka, Ilemski (prawobrzeżne).